# Xã Whetstone, Quận Crawford, Ohio
Xã Whetstone (tiếng Anh: Whetstone Township) là một xã thuộc quận Crawford, tiểu bang Ohio, Hoa Kỳ. Năm 2010, dân số của xã này là 2.080 người.